# Reagan Youth
Reagan Youth est un groupe de punk hardcore américain, originaire du Queens, à New York. Il est formé par le chanteur Dave Rubinstein (Dave Insurgent) et le guitariste Paul Bakija (Paul Cripple).
Reagan Youth développe des idées anarchistes, socialistes, et anti-racistes, et utilisaient généralement sur scène des uniformes du Ku Klux Klan et du Parti Nazi pour un effet satirique. Reagan Youth joue dans les années 80 du punk hardcore dans la tradition old school puis évolue vers un registre davantage heavy metal.

## Biographie

### Première période (1980–1990)
Reagan Youth, un jeu de mots entre l'Hitler Youth et Ronald Reagan, est formé par le chanteur Dave Insurgent (Dave Rubinstein) et le guitariste Paul Bakija dans le quartier du Queens, à New York, au début des années 1980. Reagan Youth ne comptent qu'un seul album, Youth Anthems for the New Order, durant son existence, publié en 1984. L'album est par la suite réédité sous le titre Reagan Youth (Volume 1) par un petit label indépendant, New Red Archives, durant l'année 1989. Finalement, 40 000 exemplaires de l'album sont vendus.
Un deuxième album, intitulé Volume 2, est terminé en 1990, après l'arrêt officiel du groupe. Beaucoup d'entre ces disques sont toujours disponibles aussi bien en vinyle qu'en CD sous le nom de A Collection of Pop Classics qui compile tous ces enregistrements. Un live paru en 1998 sous le titre de Live and Rare.
Leur carrière s'arrête en 1990, soit peu de temps après que Ronald Reagan quitte son poste de président, et le chanteur Rubinstein se suicide trois ans plus tard, dus à des problèmes personnels (drogues, décès de sa mère, meurtre de sa petite amie). Il s'agit d'un groupe important dans la scène punk hardcore de New York. Ils jouaient régulièrement au CBGB et tournaient aux U.S souvent avec des groupes comme The Dead Kennedys, Bad Brains, The Misfits ou les Beastie Boys.

### Retour (depuis 2006)
En 2006, Reagan Youth se reforme officiellement avec Bakija, Pike, Madriaga et le nouveau chanteur Pat McGowen (Pat SpEd). Ils jouent à plusieurs tournées locales, et se lancent dans la tournée Resurrection Tour en août 2007, avec le groupe Mouth Sewn Shut. Le groupe conçoit l'idée d'un troisième album studio. Ils continuent à tourner, en Allemagne et en Belgique en 2008, et en Europe en 2009.
Après quelques années d'absence, le groupe revient jouer le 27 septembre 2014 un concert au Middle East avec GBH, The Angry Samoans, et Burning Streets. En mars 2015, le groupe est de retour sur scène avec un nouveau chanteur, Jeff Penalty (ex-Dead Kennedys). Le batteur Stig Whisper est remplacé par Rick Contreras.

## Style musical et image
Reagan Youth était anarchiste, socialiste, et anti-raciste, et utilisaient généralement sur scène des uniformes du Ku Klux Klan et du Parti Nazi pour un effet satirique. Reagan Youth jouait dans les années 80 du punk hardcore dans la tradition old school pour plus tard jouer dans un registre plus heavy metal.

## Membres

### Membres actuels
- Paul Bakija – guitare (1980–1990, depuis 2006)
- Tibbie X – basse (depuis 2012)
- Rick Contreras - batterie (depuis 2015)
- A.J. Delinquent - chant (depuis 2016)

### Anciens membres
- Dave Rubinstein (décédé) – chant (1980–1990)
- Andy Bryan (décédé) – basse (1980–1981)
- Charlie Bonet – batterie (1980–1981, 1982)
- Al Pike – basse (1981–1984, 2006–2011)
- Steve Weissman – batterie (1982–1984)
- Victor Dominicis – basse (1984–1990)
- Rick Griffith – batterie (1984–1985)
- Javier Madriaga – batterie (1985–1990, 2006–2010)
- Pat McGowan – chant (2006–2010)
- Kenny Young – chant, guitare, basse (2010–2012, décédé en 2014)
- Dave Manzullo – basse (2011–2012)
- Mike Sabatino – batterie (2010–2012)
- Felipe Torres - batterie (2012–2013)
- Trey Oswald - chant (2012–2015)
- Stig Whisper - batterie (2013–2015)
- Jeff Penalty - chant (2015)

## Discographie
Le groupe a réalisé plusieurs enregistrements,,, dont :

### Albums
- 1984 : Youth Anthems for the New Order
- 1998 : Live and Rare
- 2007 : Punk Rock New York

### Compilations
- 1989 : Volume 1
- 1990 : Volume 2
- 1994 : A Collection of Pop Classics
- 2022 : Disorder Now! Anthology 1981-1984
- 2023 : The Poss Tapes 1981 - 1984

### Concerts officiels et bootlegs
- Live at CBGBs August 7, 1982
- Live at CBGBs November 20, 1982 (Ratcage Records Benefit)
- Live at CBGBs Vol. One (7")
- Beastie Boys / Reagan Youth / The Young And The Useless – CBGB's 1982